# In Control (The Americans)
"In Control" es el cuarto episodio de la primera temporada de la serie de televisión dramática de época The Americans. Escrito por Joel Fields y el creador de la serie Joe Weisberg, y dirigido por Jean de Segonzac, se emitió originalmente en FX en los Estados Unidos el 20 de febrero de 2013.

## Trama
Después de que sus hijos se van a la escuela, Philip y Elizabeth deciden pasar juntos la tarde en una habitación de hotel; a su salida ven un informe de noticias sobre un intento de asesinato contra Ronald Reagan en un televisor en el vestíbulo del hotel. En los cuarteles de la FBI, Stan y Chris están practicando hablar ruso cuando escuchan la noticia. Su superior, el agente Gaad le dice a Stan que necesita averiguar si el asesino John Hinckley, Jr. está trabajando con la KGB y le dice que se reúna con su informante Nina.
James Brady es declarado muerto falsamente por varios locutores de noticias mientras Claudia, su encargada de la KGB, le dice a Elizabeth que se prepare para la Operación Christopher, que involucra a agentes rusos que participan en una guerra de guerrillas en caso de un golpe. Claudia le dice a Elizabeth que no cree que la KGB esté detrás del tiroteo.
Stan llama a Nina y exige reunirse con ella. Ella le dice a Vasili Nikolaievich, residente de la KGB, que debería ir a un bar local para escuchar lo que dicen los asistentes del Congreso; él la deja ir pero hace que la sigan. Stan se da cuenta de esto cuando están a punto de encontrarse y pasa junto a ella. Se encuentran más tarde y Nina le dice que la opinión en la embajada es que Alexander Haig está dando un golpe de Estado.
Philip escucha de una enfermera que trató a Reagan en el hospital que se espera que sobreviva. Informan al Centro, pero aun así se les pide que planifiquen objetivos. Philip y Elizabeth vigilan la casa de Caspar Weinberger, pero son interrumpidos por un oficial de seguridad que patrulla las calles. Elizabeth mata al oficial después de que él le dice que necesita realizar un control policial en la camioneta que están usando. Escuchan una grabación de la oficina de Weinberger, donde descubren que Haig puede tener los códigos de los misiles nucleares de Estados Unidos. Philip sugiere que esperen para confirmar la información, pero Elizabeth dice que deben informarlo al Centro. Philip le dice que esto podría provocar un pánico catastrófico y que su compromiso con la misión está cegando su juicio.
Philip y Elizabeth descubren por Stan que Hinckley está mentalmente desequilibrado y no tiene nada que ver con la KGB. Philip envía esta información a Moscú. Más tarde, Elizabeth se disculpa por no escucharlo. Philip teme que Moscú descubra que ocultaron la información cuestionable sobre que Haig tenía el balón nuclear y aceptan mantenerlo en secreto.

## Producción

### Desarrollo
En febrero de 2013, FX confirmó que el cuarto episodio de la serie se titularía "In Control", y que sería escrito por el productor ejecutivo Joel Fields y el creador de la serie Joe Weisberg, y dirigido por Jean de Segonzac. Este fue el primer crédito como director de De Segonzac. 

## Recepción

### Audiencia
En su transmisión estadounidense original, "In Control" fue visto por aproximadamente 1,91 millones de espectadores domésticos con un 0,8 en el grupo demográfico de 18 a 49 años. Esto significa que el 0,8 por ciento de todos los hogares con televisores vieron el episodio.  Este fue un aumento del 15 por ciento en la audiencia con respecto al episodio anterior, que fue visto por 1,65 millones de espectadores domésticos con un 0,7 en el grupo demográfico de 18 a 49 años. 

### Reseñas críticas
"In Control" recibió críticas positivas de los críticos. Eric Goldman de IGN le dio al episodio un "excelente" 8,8 sobre 10 y escribió: "Este fue un episodio notable de The Americans, que involucró el primer gran 'evento' de la vida real que utilizó el programa, ya que Elizabeth y Phillip encontraron todo en confusión tras el intento de asesinato del presidente Reagan. En el proceso, 'In Control' logró fusionar una vez más hábilmente la vida de espía de los Jennings y su vida marital en una mezcla altamente dramática".
Emily St. James de The AV Club le dio al episodio una calificación de B+ y escribió: "Tal vez lo que más me gusta del programa en este momento es la forma en que se carga en estas pequeñas notas de gracia alrededor de los bordes de las escenas. Elizabeth fingiendo haber estado rota sobre el asesinato de Kennedy, Phillip agachado en el bosque junto a su transmisor, enviando mensajes codificados a Moscú y la pareja teniendo que luchar para salir de un apuro cuando los atrapan afuera de la casa del Secretario de Defensa. El espectáculo se siente vivido [...] y esa es una de las razones por las que se ha vuelto tan convincente, tan rápidamente". 
Alan Sepinwall de HitFix escribió: "Otra salida realmente fuerte, y que logró examinar aún el estado del matrimonio Jennings, y del matrimonio Beeman, en realidad, en medio de todo el caos".  Matt Zoller Seitz de Vulture le dio al episodio una calificación de 4 estrellas sobre 5 y escribió: "The Americans se perfila como un drama con tanta conciencia histórica como Mad Men, con eventos reales que impulsan y transforman las vidas de los personajes. Pero la interacción entre realidad y ficción parecía incómoda, a veces inorgánica. Creo que el estrés por los tiroteos y la posibilidad de un "golpe" sacarían a relucir las cuestiones del sueño americano versus la lealtad rusa de Phillip y Elizabeth, pero lo hace. No me gusta cómo lo manejó el episodio". 
Jarrett Kruse de Den of Geek escribió: "Lo que más me sorprendió fue que The Americans pudo implementar cosas de episodios anteriores como contramedidas a la posibilidad de una Tercera Guerra Mundial. Este no es solo un episodio independiente; The Americans ha estado esperando silenciosamente que algo de esta magnitud suceda bajo su mando. Las alusiones hechas en episodios anteriores son cosas importantes para recordar en este tipo de series. Las historias que crees que son un boomerang latente regresan inesperadamente, para el deleite del espectador".  Carla Day de TV Fanatic le dio al episodio una calificación de 4,8 estrellas sobre 5 y escribió: "The Americans han sido excepcionales en este sentido. Puede que se conozca el fin de la guerra, pero el camino a lo largo del camino está lleno de tensión y victorias de ambos lados". 